# Lê Chiêu Tông
Lê Chiêu Tông (* 1506; † 1526; eigentlicher Name Lê Y) war Kaiser Vietnams der Lê-Dynastie. Er wurde als Zehnjähriger auf den Thron gesetzt und nach kurzer Herrschaft von Mạc Đăng Dung abgesetzt und durch seinen Bruder abgelöst. Der abgesetzte Kaiser wurde wenige Jahre später ermordet.

## Herrschaft
Lê Chiêu Tôngs Herrschaft war von der Rivalität der mächtigen Adelsfamilien der Trinh und der Nguyen geprägt, welche ab 1520 in einen offenen Bürgerkrieg mündeten. Ebenso wurde seine Herrschaft durch eine Rebellion mit dem Ziel, die Trần-Dynastie wiederherzustellen, in Frage gestellt. Lê Chiêu Tông musste die Hauptstadt Hanoi mehrmals aufgrund von Rebellion oder Revolten verlassen. Eine führende Figur an seinem von Revolte und Intrigen geprägten Hof war der Befehlshaber der Palastwache Mạc Đăng Dung. Die Herrschaft der Lê-Dynastie war zu dieser Zeit schwach und wurde von vielen als illegitim wahrgenommen. Es gingen Legenden um, die einen neuen, legitimierten Souverän aus dem Osten des Landes versprachen.
1523 wurde Lê Chiêu Tông vom Mạc Đăng Dung abgesetzt, als sich der Kaiser gegen diesen auflehnte und nach Tanh Hoa in das Machtzentrum seiner Familie floh. Der Thron ging unter Macs Ägide an seinen jüngeren Bruder Lê Cung Hoàng, welcher kurze Zeit später Macs eigener Thronbesteigung weichen musste. Lê Chiêu Tông wurde drei Jahre später ermordet.